# Пресман Олександр Залманович
Олександр Залманович Пресман (нар. 14 жовтня 1964) — білоруський, пізніше голландський шашковий діяч, спортсмен, шашковий композитор.
Вихованець школи Михайла Каца. Міжнародний гросмейстер. 
Чемпіон УРСР з шашок-100, неодноразовий призер Кубків СРСР, член збірної СРСР.
Переможець і призер ряду великих міжнародних турнірів.   
Чемпіон Всесвітньої шашкової олімпіади (1992) в команді Білорусі ( Гантварг, Пресман, Ватутін). У 1997 році в зв'язку з хворобою сина переїхав до Голландії і завершив професійну спортивну кар'єру. 
Вебмайстер Всесвітньої федерації шашок , творець сервісу шашкових діаграм. 
Організатор традиційного міжнародного турніру «Salou Open». 

## Родина
Дружина - Алла Аграновська.